# Ichbinhier
#ichbinhier ist eine Facebook-Gruppe, die gegen Hasskommentare und Hetze im Internet vorgeht. Ziel der Gruppe ist es, das Diskussionsklima auf Facebook zu verbessern.

## Methode
Gruppenmitglieder identifizieren Beiträge und Kommentare, die Schmähungen, Beleidigungen und Hasskommentare beinhalten. Diese werden in der Gruppe geteilt und damit den anderen Gruppenmitgliedern bekannt gemacht. Dabei setzen die Mitglieder Counterspeech ein, das heißt, sie schreiben von ihnen als sachlich und respektvoll eingestufte Kommentare und liken entsprechende Beiträge und Kommentare. Dabei kann der Hashtag „#ichbinhier“ verwendet werden.

## Geschichte
Die geschlossene, das heißt nicht öffentlich einsehbare Gruppe wurde im Dezember 2016 von Hannes Ley gegründet, einem Kommunikationsberater aus Hamburg, und zählt rund 41.000 Mitglieder (Stand Juli 2023). Vorbild der deutschen Gruppe ist die von der Journalistin Mina Dennert gegründete schwedische Gruppe #jagärhär mit derselben Zielsetzung, die 2016 innerhalb von etwa sieben Monaten auf 60.000 Mitglieder angewachsen war.
Im Februar 2017 erhielt die Gruppe durch entsprechende Presseberichterstattung einen erheblichen Schub an öffentlicher Aufmerksamkeit und Unterstützung. Die Gruppe erhält auch Unterstützung von Prominenten, wie beispielsweise von der deutschen Journalistin und Fernsehmoderatorin Dunja Hayali.
Im Juni 2017 wurde die Gruppe mit dem Grimme Online Award ausgezeichnet. In der Begründung heißt es: „Hier steht der Dienst an der Gesellschaft im Vordergrund: Alle, die den Hashtag konstruktiv nutzen, setzen sich aktiv für eine bessere Diskussionskultur und gegen Hass und Hetze im Netz ein. Für die Jury ein auszeichnungswürdiges Engagement.“
2019 wurde der Verein mit dem Deutschen Engagementpreis in der Kategorie Demokratie stärken ausgezeichnet.
Im Mai 2022 hat die FB-Gruppe eine längere Auszeit begonnen, um an neuen Konzepten und Strategien zu arbeiten. Erste Ergebnisse wurden den Gruppenmitgliedern im Mai 2023 mitgeteilt.